# Swainsön

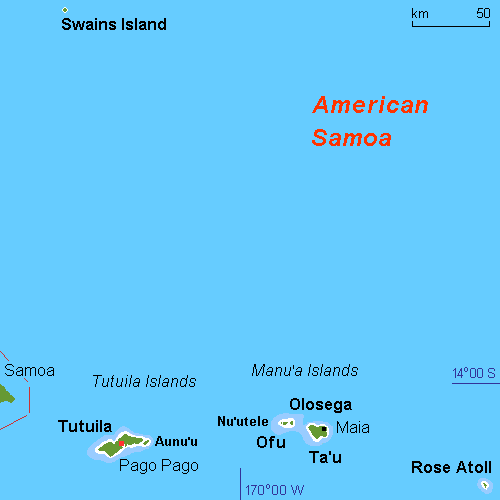
Läge i Amerikanska Samoa.

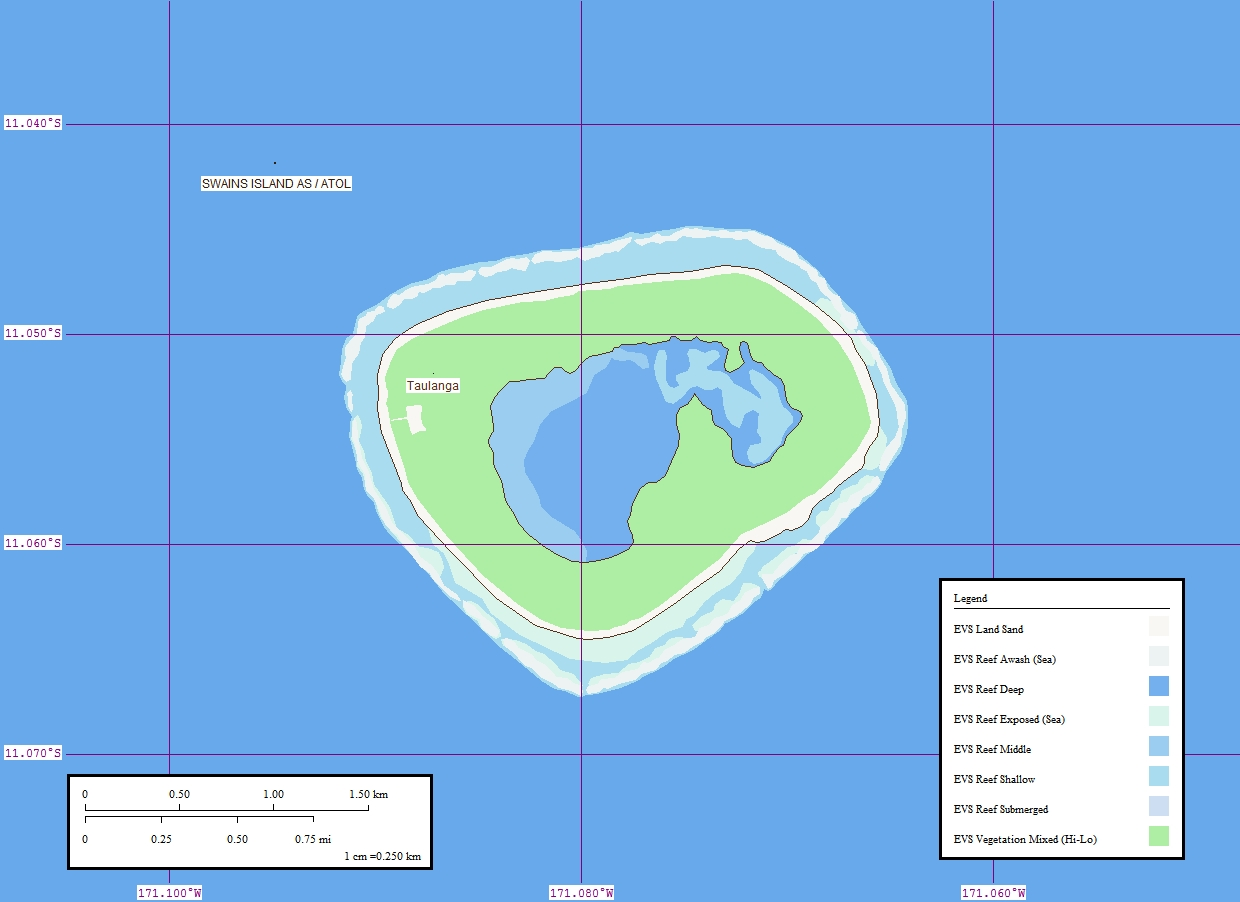
Karta över Swainsön.

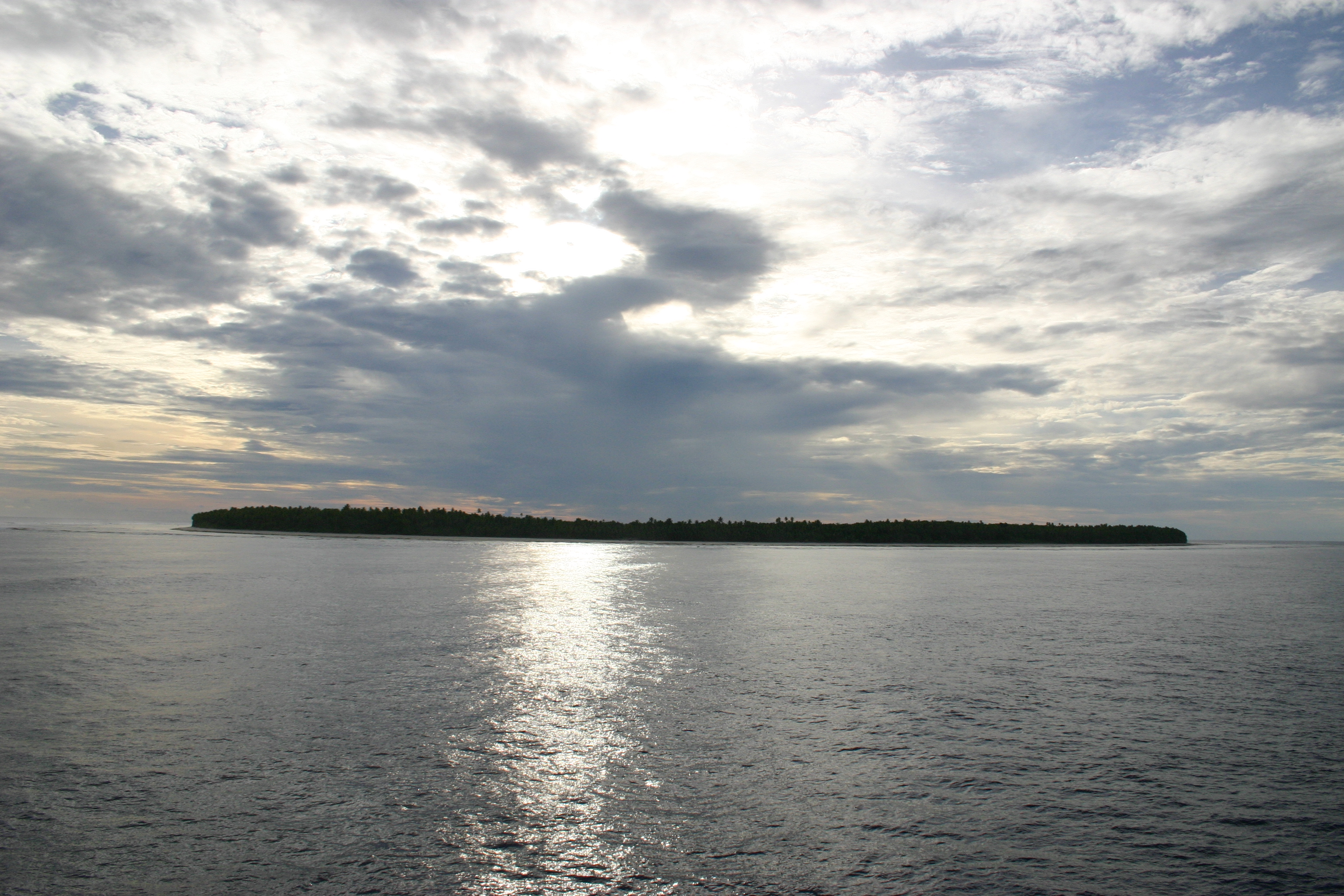
Swainsön från havet.

Swainsön (samoanska Olosega, tokelauanska Olohega, engelska Swains Island) är en atoll i Polynesien i södra Stilla havet och tillhör Amerikanska Samoa.

## Geografi
Swainsön ligger cirka 300 kilometer norr om huvudön Tutuila och ca 177 km söder om Tokelau. 
Ön har en areal om ca 1,51 km² med en omkrets på ca 13 km och omges av ett korallrev. Ön omsluter en lagun på ca 0,36 km² och i lagunens östra del finns en liten ö på ca 0,0076 km² . Lagunens vatten har sakteligen omvandlats från saltvatten till bräckt vatten.
Den högsta höjden är på endast 8 m ö.h. Förvaltningsmässigt utgör den privatägda ön ett eget distrikt inom Amerikanska Samoa.
Öns befolkning utgörs idag av färre än 20 personer (2010), som alla bor i öns enda ort Taulanga på öns västra del. Befolkningen har periodvis under 1900-talet uppgått till ett hundratal personer. Ön kan endast nås med fartyg då den saknar flygplats och lagunen är för liten för sjöflygplan.

## Historia
Samoaöarna beboddes av polynesier sedan 1000-talet f.Kr.
Den portugisiske upptäcktsresanden Pedro Fernández de Quirós blev den 2 mars 1606 troligen den förste europé att besöka Swainsön och som då namngav den Isla de la Gente Hermosa, ”De vackra människornas ö”. Kort därefter erövrades ön av krigare från tokelanska Fakaofo. Många av öns män dödades eller drevs bort, och vissa kvinnor rövades bort till Fakaofo som hustrur. Enligt legenden ska öns hövding då ha lämnat en förbannelse över ön: vid tiden för invasionen drabbade torka och svårt försämrat fiske ön, vilket ledde till att öns befolkning dog ut.
Någon gång före 1840 besökte sedan den amerikanske kaptenen W.C. Swains ön med valfångstfartyget George Champlan. Han berättade om ön för Commodore Charles Wilkes och Captain William L. Hudson, ledarna för United States Exploring Expedition. Den 31 januari 1841 anlände sedan kapten Hudson med fartyget Peacock till ön, dock utan att kunna landstiga, ön namngavs då Swains Island och den verkade obebodd vid denna tid.
Vid samma tid anlände en brittisk äventyrare, Captain Turnbull, till Apia och hävdade att han var den förste att upptäcka ön och därmed hade äganderätt. Han sålde ön till den amerikanske Eli Hutchinson Jennings Sr. Jennings var gift med Mere, en samoansk kvinna, och tillsammans anlände de till ön den 13 oktober 1856 för att starta ett nytt liv. Ön har varit i familjens ägo sedan dess.
1907 ställde Storbritannien krav på ön som del i Gilbertöarna och krävde skatt av Jenningsfamiljen. Jennings Jr. vände sig då till USA:s utrikesdepartement för att få saken prövad då familjen ansåg sig vara amerikanska undersåtar. 1909 erkände Storbritannien USA:s överhöghet över ön.

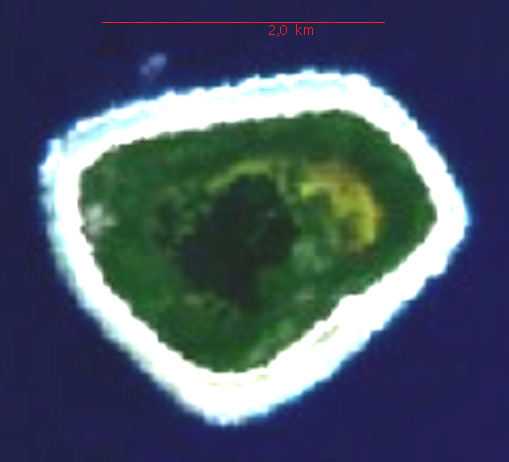
Swainsön

Den 4 mars 1925 annekterade USA ön och införlivade den i Amerikanska Samoa. Den privata äganderätten kvarstannade dock hos Jenningsfamiljen.
1953 utbröt oroligheter bland arbetarna på ön som krävde större rättigheter och Jenningsfamiljen förvisade då 56 anställda med familjer från ön. Därefter grep Amerikanska Samoas guvernör in genom att fortsatt erkänna Jenningfamiljens äganderätt till ön samtidigt som man krävde en lokal församling som skulle säkra de anställdas rättigheter. Sedan 1954 har Swainsön en representant i Amerikanska Samoas lokala parlament, Fono.
I februari 2005 drabbades ön hårt av cyklonen Percy med stor förstörelse som följd.

## Politik
Den 25 mars 1981 erkände även Nya Zeeland USA:s suveränitet över Swainsön trots att den geografiskt och kulturellt[förklaring behövs] tillhör Tokelau. Tokelau, som strävar efter oberoende, gör dock fortsatt anspråk på ön.

## Bilder

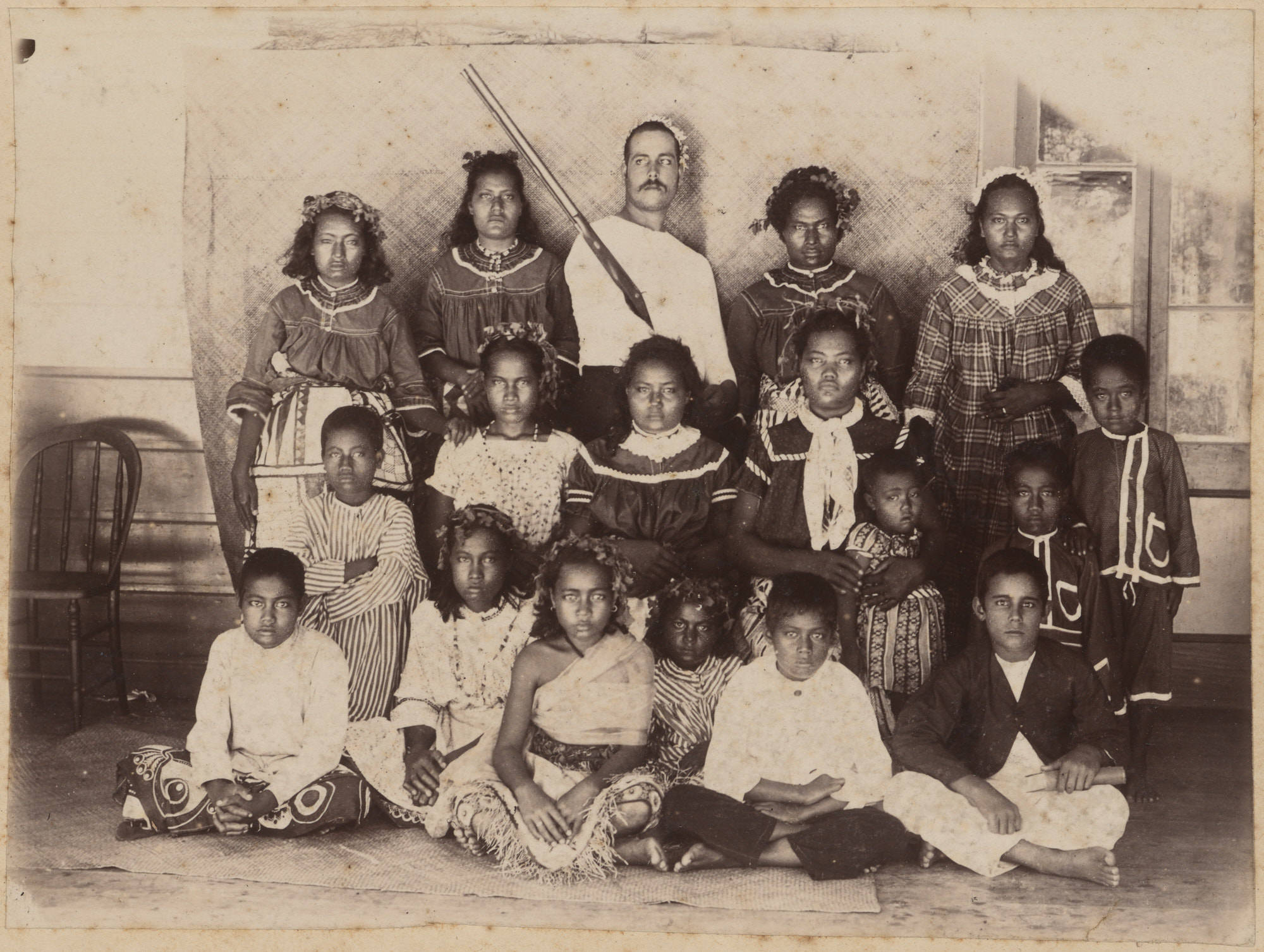
Unga människor och barn från Swainön, 1886
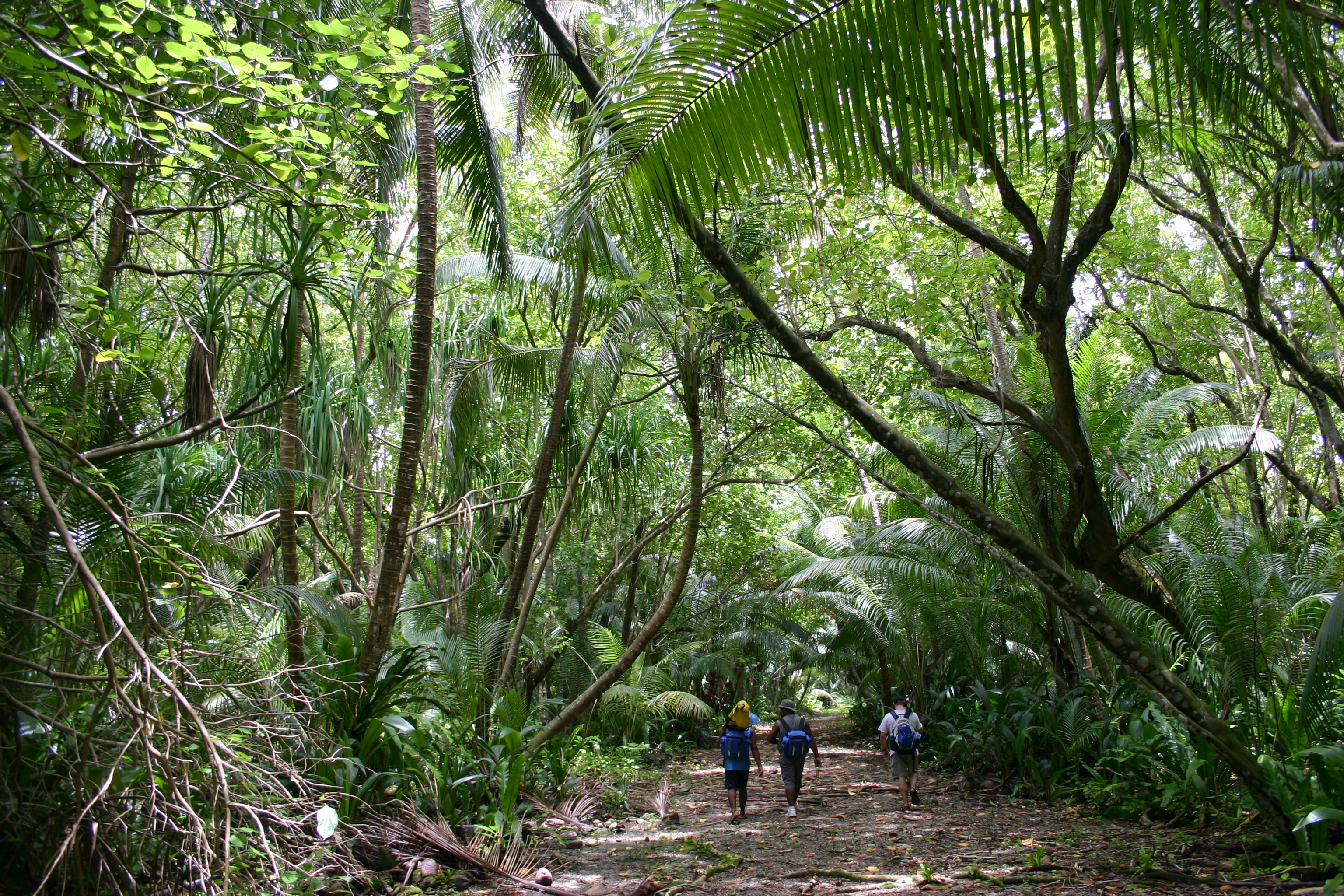
Väg på ön
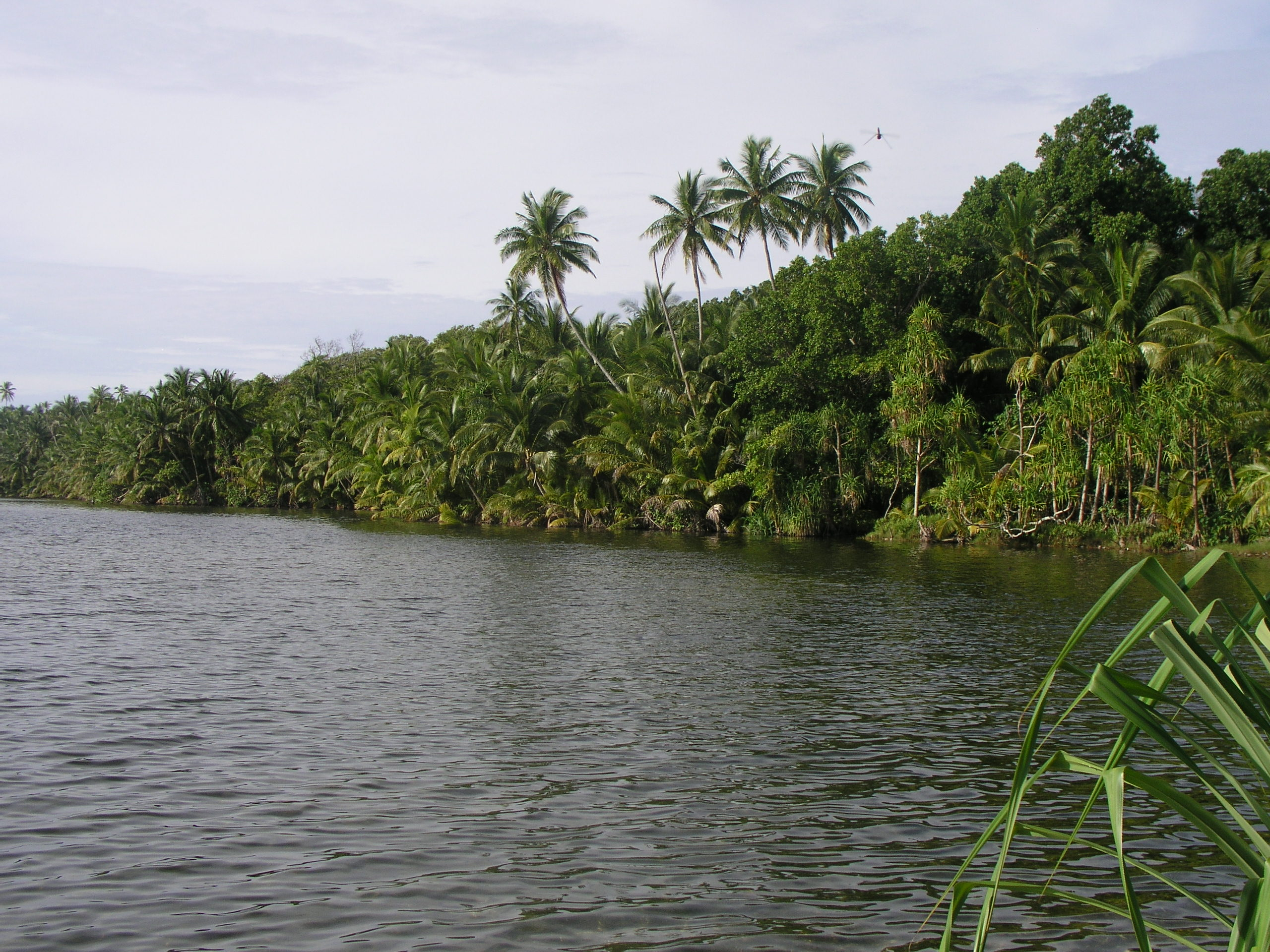
Lagunen
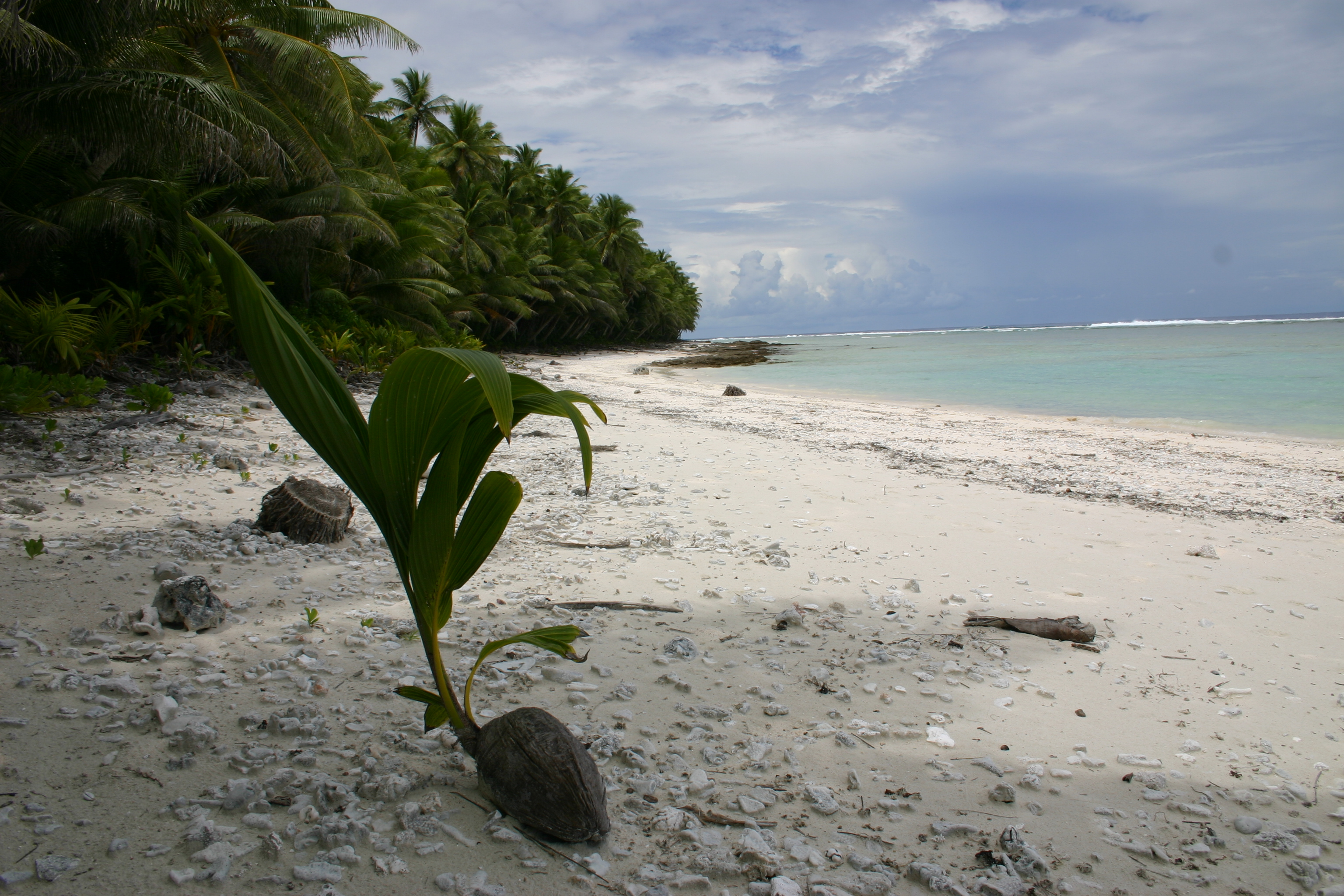
Strandvy